# Barrio
Barrio és una pel·lícula de cinema espanyola dirigida per Fernando León de Aranoa sobre la vida quotidiana d'uns nois d'un barri de Madrid amb la intenció de mostrar la misèria social que ens envolta.

## Sinopsi
Javier, Manuel i Raimundo són amics i companys d'institut. Comparteixen els tres aquesta edat en la qual ni s'és home ni s'és nen, en la qual es parla molt de noies i molt poc amb elles. Comparteixen també la vida al barri, la calor de l'estiu i un munt de problemes. El protagonista és el propi barri, un barri de grans blocs de cases socials, de maó fosc i arquitectura satànica. Allí hi ha poques coses a fer, i a l'agost encara menys. El centre de la ciutat queda lluny i està mal comunicat, així que els tres amics passen la major part del temps al barri. Diuen els informatius que són milions els habitants de la gran ciutat que en aquests dies se'n van a la costa. Als tres amics els agradaria estar entre aquests milions. Els aparadors de les agències de viatges s'omplen d'ofertes temptadores i de mulates de quadricomia. Junts comproven el difícil que és sortir del barri i, en definitiva, el difícil que és créixer-hi.

## Actors principals
- Críspulo Cabezas (Raimundo)
- Timy Benito (Javier)
- Eloi Yebra (Manuel)
- Marieta Orozco (Susi, germana de Javier)
- Alicia Sánchez (Carmen, mare de Javier)
- Enrique Villén (Ricardo, pare de Javier)
- Francisco Algora (Ángel, pare de Manuel)
- Chete Lera (policia inspector)

## Palmarès
Premis Goya
| Any  | Categoria                                     | Persona                 | Resultat   |
| ---- | --------------------------------------------- | ----------------------- | ---------- |
| 1999 | Millor direcció                               | Fernando León de Aranoa | Guanyador  |
| 1999 | Millor guió original                          | Fernando León de Aranoa | Guanyador  |
| 1999 | Millor actriu revelació                       | Marieta Orozco          | Guanyadora |
| 1999 | Millor pel·lícula                             |                         | Candidata  |
| 1999 | Millor interpretació masculina de repartiment | Francisco Algora        | Candidat   |
| 1999 | Millor interpretació femenina de repartiment  | Alicia Sánchez          | Candidata  |

Festival Internacional de Cinema de Sant Sebastià
| Any  | Categoria                                                          | Persona                                   | Resultat   |
| ---- | ------------------------------------------------------------------ | ----------------------------------------- | ---------- |
| 1998 | Conquilla d'Or a la millor pel·lícula                              |                                           | Candidata  |
| 1998 | Conquilla de Plata al millor director                              | Fernando León de Aranoa                   | Guanyadora |
| 1998 | Esment Especial PREMI FIPRESCI                                     | Fernando León de Aranoa i Elías Querejeta | Guanyadora |
| 1998 | Premi Ànima Rosa a la millor pel·lícula                            | Fernando León de Aranoa                   | Guanyadora |
| 1998 | Premi CFE (Comissió Federal d'Electricitat) a la millor pel·lícula | Fernando León de Aranoa                   | Guanyadora |

Medalles del Cercle d'Escriptors Cinematogràfics
| Any  | Categoria       | Persona                 | Resultat  |
| ---- | --------------- | ----------------------- | --------- |
| 1998 | Millor director | Fernando León de Aranoa | Guanyador |

Fotogramas de Plata.
| Any  | Categoria                   | Resultat  |
| ---- | --------------------------- | --------- |
| 1998 | Millor pel·lícula espanyola | Guanyador |

Festival de Cinema de Torí
| Any  | Categoria         | Persona                 | Resultat  |
| ---- | ----------------- | ----------------------- | --------- |
| 1998 | Millor pel·lícula | Fernando León de Aranoa | Candidata |